# Tổng thống Hàn Quốc
Đại Hàn Dân Quốc Đại thống lĩnh (tiếng Hàn: 대한민국 대통령; Romaja: Daehanminguk daetongnyeong), thường được gọi là Tổng thống Hàn Quốc (tiếng Hàn: 한국 대통령) là nguyên thủ quốc gia, người đứng đầu chính phủ của Hàn Quốc và tổng tư lệnh Lực lượng Vũ trang Hàn Quốc. Tổng thống được bầu trực tiếp và có nhiệm vụ bảo vệ Nhà nước và thực hiện sự thống nhất hòa bình Triều Tiên. Tổng thống là người đứng đầu Hội đồng Nhà nước và lãnh đạo chính phủ.
Hiến pháp Hàn Quốc và Luật Bầu cử tổng thống sửa đổi 1987 quy định tổng thống được bầu trực tiếp bằng hình thức bỏ phiếu kín, chấm dứt 16 năm bầu cử gián tiếp tổng thống dưới thời hai chính quyền độc tài trước đó. Nhiệm kỳ của tổng thống là năm năm và tổng thống không được tái cử. Trong trường hợp khuyết tổng thống thì tổng thống mới phải được bầu chậm nhất là 60 ngày kể từ ngày khuyết tổng thống và thủ tướng hoặc một thành viên nội các khác theo thứ tự ưu tiên do luật định phụ trách nhiệm vụ của tổng thống. Tổng thống không bị truy cứu trách nhiệm hình sự, trừ phi phạm tội nổi loạn hoặc phản quốc.
Tổng thống đương nhiệm là Lee Jae-myung, cựu luật sư và thành viên Đảng Dân chủ Đồng hành, ông nhậm chức vào ngày 4 tháng 6 năm 2025 sau khi đánh bại ứng cử viên Đảng Quyền lực Nhân dân Kim Moon-soo trong cuộc bầu cử tổng thống Hàn Quốc 2025.

## Lịch sử

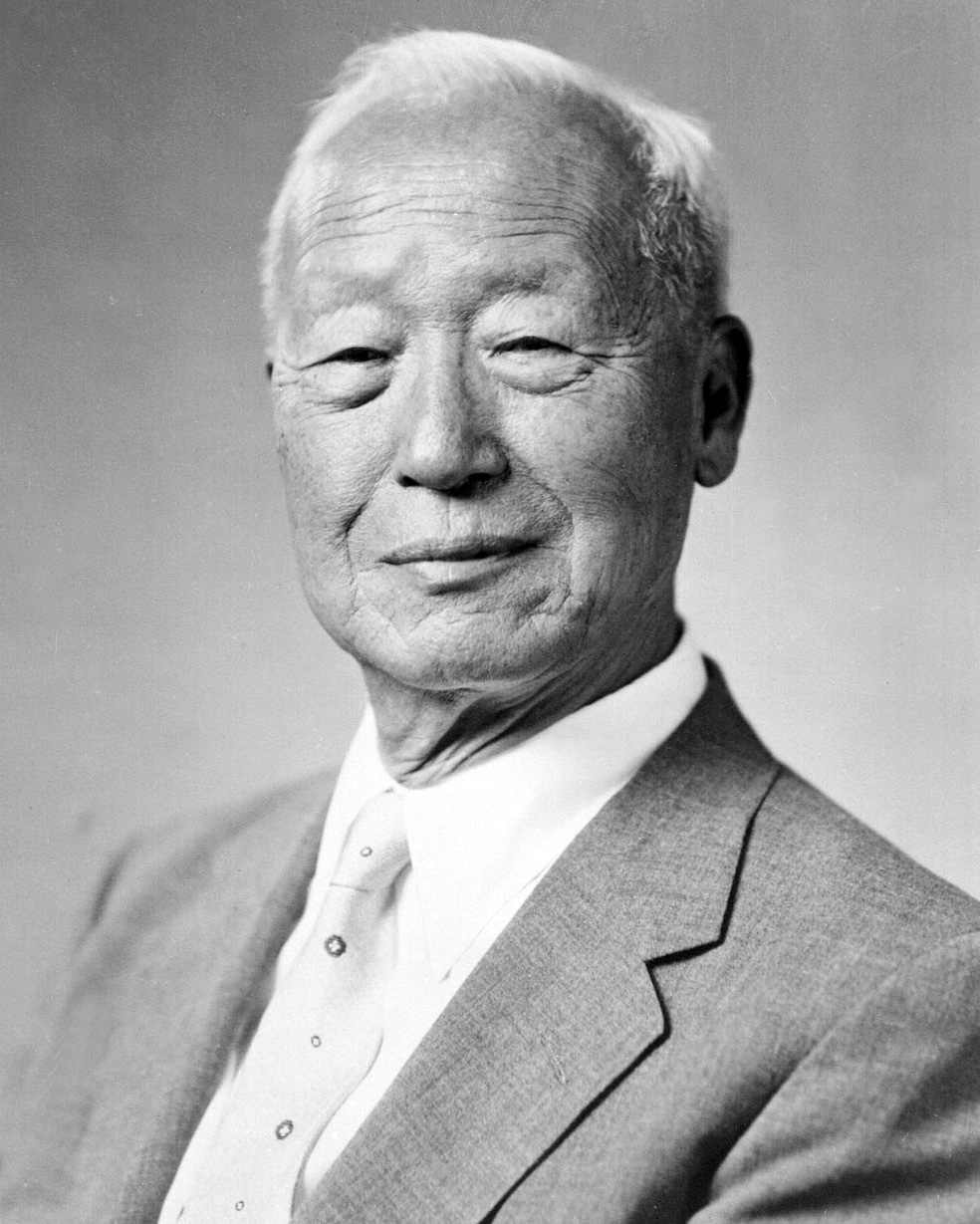
Lý Thừa Vãn, tổng thống đầu tiên của Hàn Quốc

Tháng 9 năm 1919, Chính phủ Lâm thời Đại Hàn Dân Quốc được thành lập tại Thượng Hải nhằm phối hợp nỗ lực đấu tranh chống lại Nhật Bản sau Phong trào 1 tháng 3. Năm 1948, Đệ nhất Đại Hàn Dân Quốc được thành lập như nhà nước kế thừa Chính phủ Lâm thời Đại Hàn Dân Quốc, được công nhận trong Hiến pháp 1948 và Hiến pháp 1988.
Từ năm 1988, nhiệm kỳ của tổng thống là năm năm. Trước đó, nhiệm kỳ của tổng thống là bốn năm từ năm 1948 đến năm 1972, sáu năm từ năm 1972 đến năm 1981 và bảy năm từ năm 1981 đến năm 1988. Từ năm 1981, tổng thống không được tái cử.

## Nhiệm vụ và quyền hạn
Tổng thống có những nhiệm vụ và quyền hạn sau đây:
- Bảo vệ Hiến pháp;
- Bảo vệ an ninh tổ quốc;
- Nỗ lực thực hiện thống nhất Triều Tiên với tư cách chủ tịch Hội đồng tư vấn thống nhất hòa bình dân chủ
- Lãnh đạo chính phủ;
- Thống lĩnh Lực lượng Vũ trang Hàn Quốc;
- Tuyên bố chiến tranh;
- Quyết định trưng cầu ý dân về các vấn đề có tầm quan trọng quốc gia;
- Ban hành sắc lệnh;
- Tặng thưởng huân chương, huy chương, các giải thưởng, danh hiệu vinh dự;
- Quyết định ân xá;
- Ban bố tình trạng khẩn cấp;
- Ra lệnh thiết quân luật (có thể bị Quốc hội bãi bỏ);[7]
- Phủ quyết dự luật (có thể bị Quốc hội bác bỏ)[8]

## Bầu cử
Hiến pháp Hàn Quốc và Luật bầu cử cán bộ quy định tổng thống được trực tiếp bầu theo hệ thống đầu phiếu đa số tương đối.

## Bãi nhiệm
Tổng thống có thể bị Quốc hội luận tội nếu vi phạm Hiến pháp hoặc pháp luật trong khi thi hành công vụ.
Kiến nghị luận tội phải được ít nhất quá nửa số nghị sĩ Quốc hội đề xuất và phải được ít nhất hai phần ba số nghị sĩ Quốc hội biểu quyết tán thành. Tổng thống bị đình chỉ chức vụ cho đến khi Tòa án Hiến pháp quyết định việc luận tội. Nếu Tòa án Hiến pháp chấp nhận kiến nghị luận tội thì tổng thống bị bãi nhiệm. Tổng thống có thể bị truy cứu trách nhiệm dân sự hoặc hình sự đối với những hành vi vi phạm đó sau khi bị bãi nhiệm.
Tòa án Hiến pháp phải quyết định việc luận tội tổng thống chậm nhất là 180 ngày kể từ ngày nhận được kiến nghị luận tội. Nếu tổng thống từ chức thì việc luận tội bị bác bỏ.
Đã có ba tổng thống bị luận tội kể từ năm 1948: Roh Moo-hyun bị Quốc hội luận tội vào năm 2004 nhưng không bị Tòa án Hiến pháp kết tội và bãi nhiệm; Park Geun-hye bị Quốc hội luận tội vào năm 2016 và bị Tòa án Hiến pháp bãi nhiệm vào ngày 10 tháng 3 năm 2017; và Yoon Suk-yeol bị Quốc hội luận tội vào ngày 14 tháng 12 năm 2024 vì tuyên bố thiết quân luật bất thành.

## Nơi ở và làm việc chính thức
Dinh Tổng thống Hàn Quốc ở Yongsan-gu tại Seoul là nơi ở và làm việc chính thức của tổng thống sau khi Tổng thống Yoon Suk-yeol nhậm chức vào tháng 5 năm 2022, nguyên là tòa nhà Bộ Quốc phòng. Từ năm 1948 đến năm 2022, Nhà Xanh (tiếng Hàn: 청와대) là nơi ở chính thức của tổng thống, từng là một trong những dinh thự chính thức được bảo vệ chặt chẽ nhất ở châu Á. Nhà Xanh được xây dựng trên một vườn ngự uyển thời nhà Triều Tiên và hiện là công viên.

## Lương bổng và chế độ
Năm 2021, mức lương của tổng thống là 240.648.000 won Hàn Quốc cùng với một khoản trợ cấp chi phí đi lại, hàng hóa và dịch vụ trong thời gian giữ chức vụ.
Đối với di chuyển trên bộ, xe công vụ tổng thống là một chiếc SUV Hyundai Nexo được cải tiến. Đối với di chuyển trên không, chuyên cơ tổng thống là một phiên bản quân sự của Boeing 747-400 được cải tiến cao với số hiệu điều khiển không lưu Code One và trực thăng tổng thống là một phiên bản quân sự của Sikorsky S-92 được cải tiến cao.

## Hậu nhiệm kỳ
Nguyên tổng thống được hưởng lương hưu suốt đời và được Sở Cảnh vệ Tổng thống bảo vệ. Khác với nguyên thủ tướng, nguyên tổng thống không thể từ chối chế độ cảnh vệ của Sở Cảnh vệ Tổng thống. Gần đây, các nguyên tổng thống có xu hướng rơi vào vòng lao lý; bốn trong sáu nguyên tổng thống gần đây đã phải ngồi tù.
Tổng thống bị bãi nhiệm không được hưởng các chế độ như lương hưu, dịch vụ y tế miễn phí, trợ cấp văn phòng, trợ lý cá nhân và tài xế và quyền được chôn cất tại Nghĩa trang Quốc gia Seoul sau khi qua đời nhưng vẫn được hưởng chế độ cảnh vệ theo Luật An ninh Tổng thống.

## Thứ tự kế nhiệm
Điều 71 Hiến pháp Hàn Quốc quy định trong trường hợp tổng thống không làm việc được thì thủ tướng và các bộ trưởng theo thứ tự kế nhiệm giữ quyền tổng thống. Điều 68 Hiến pháp quy định trong trường hợp khuyết tổng thống thì tổng thống mới phải được bầu chậm nhất là 60 ngày.

## Danh sách tổng thống Hàn Quốc
| Hệ tư tưởng | Hệ tư tưởng       | # | Tổng thời gian nhiệm kỳ | Tên |
| ----------- | ----------------- | - | ----------------------- | --- |
|             | Chủ nghĩa bảo thủ | 9 | 21.765 ngày             | Choi Kyu-hah, Chun Doo-hwan, Kim Young-sam, Lee Myung-bak, Park Chung-hee, Park Geun-hye, Roh Tae-woo, Lý Thừa Vãn và Yoon Suk-yeol |
|             | Chủ nghĩa tự do   | 5 | 6074 ngày               | Kim Dae-jung, Moon Jae-in, Roh Moo-hyun, Yun Bo-seon và Lee Jae-myung                                                               |

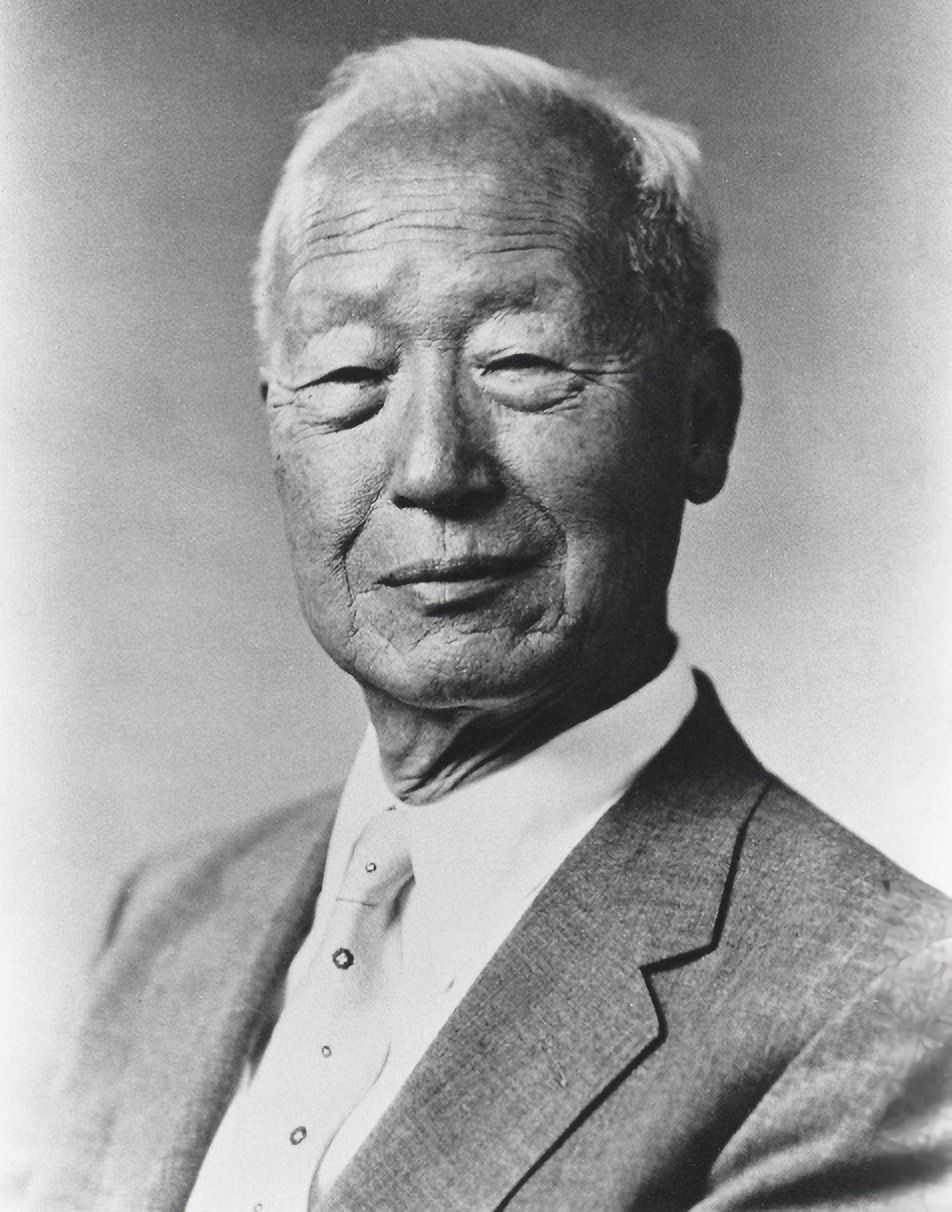
Đầu tiên: Lý Thừa Vãn (nhiệm kỳ: 1948–1960)
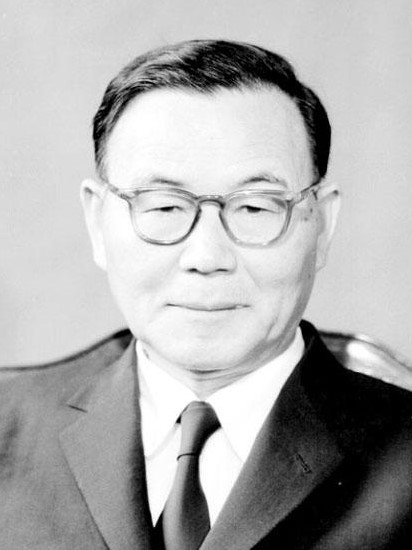
Thứ 2: Yun Bo-seon (nhiệm kỳ: 1960–1963)
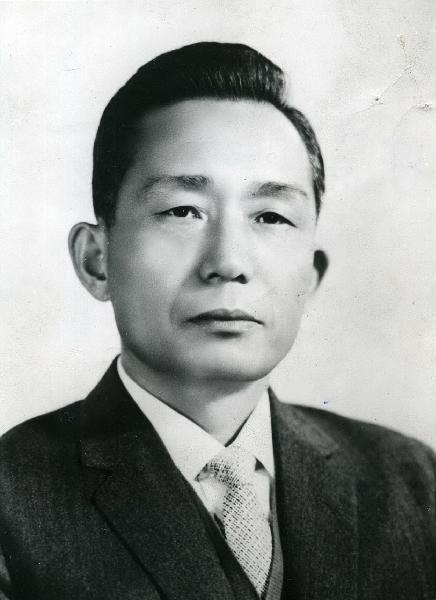
Thứ 3: Park Chung-hee (nhiệm kỳ: 1963–1979)
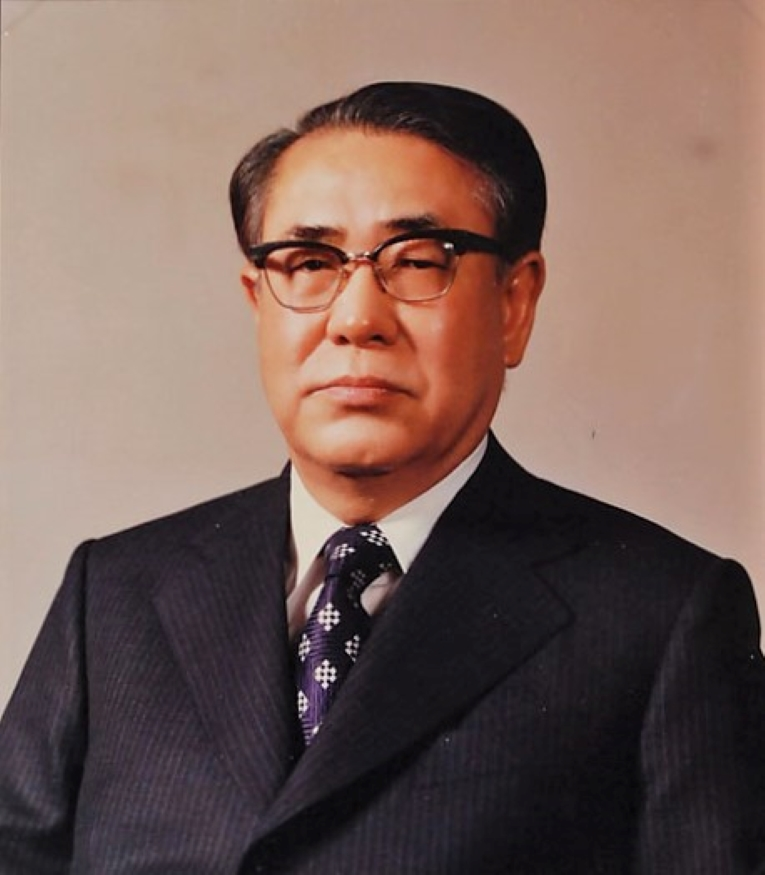
Thứ 4: Choi Kyu-hah (nhiệm kỳ: 1979–1980)
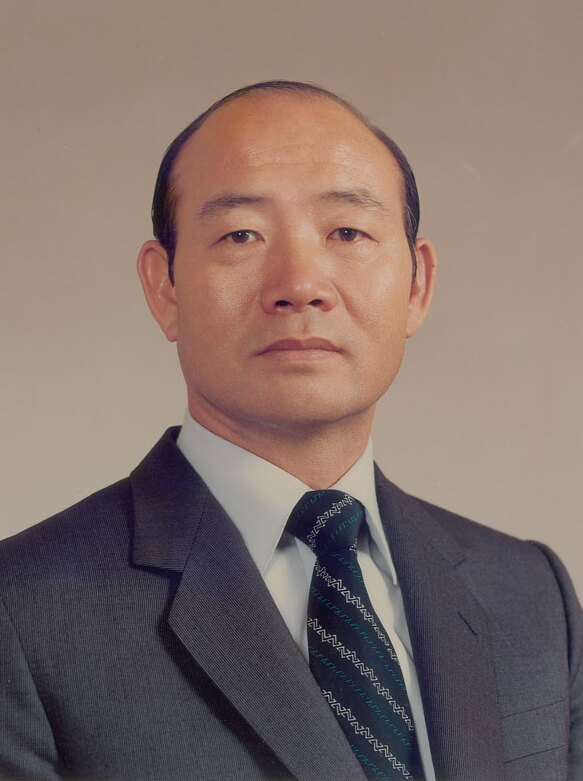
Thứ 5: Chun Doo-hwan (nhiệm kỳ: 1980–1988)
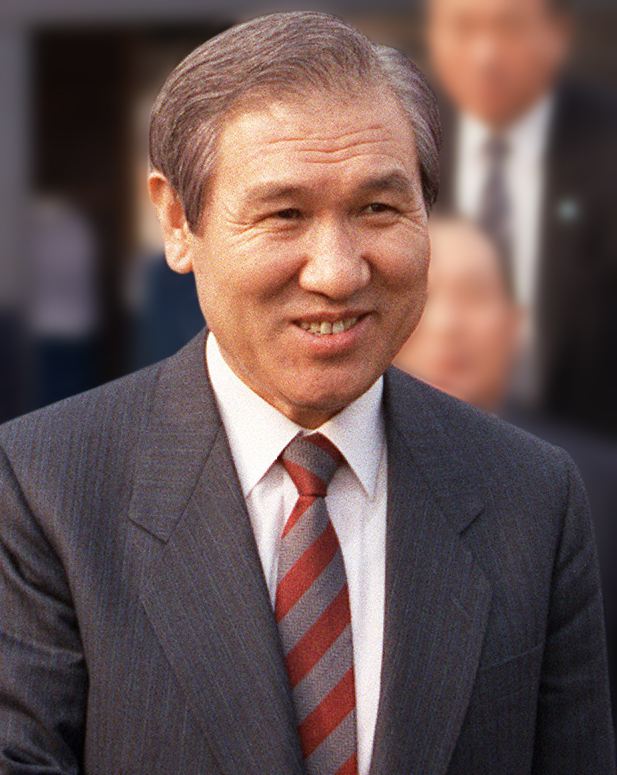
Thứ 6: Roh Tae-woo (nhiệm kỳ: 1988–1993)
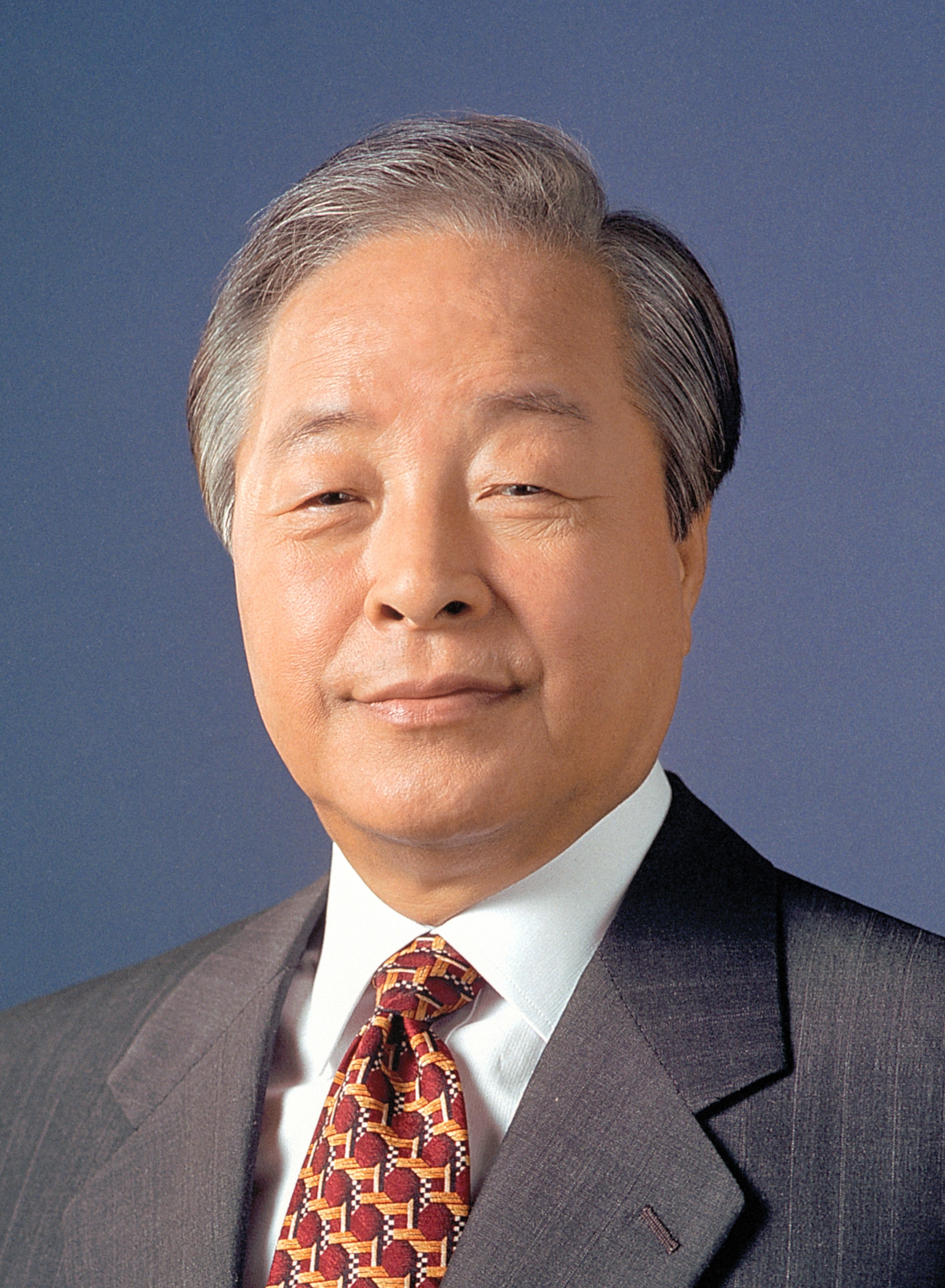
Thứ 7: Kim Young-sam (nhiệm kỳ: 1993–1998)
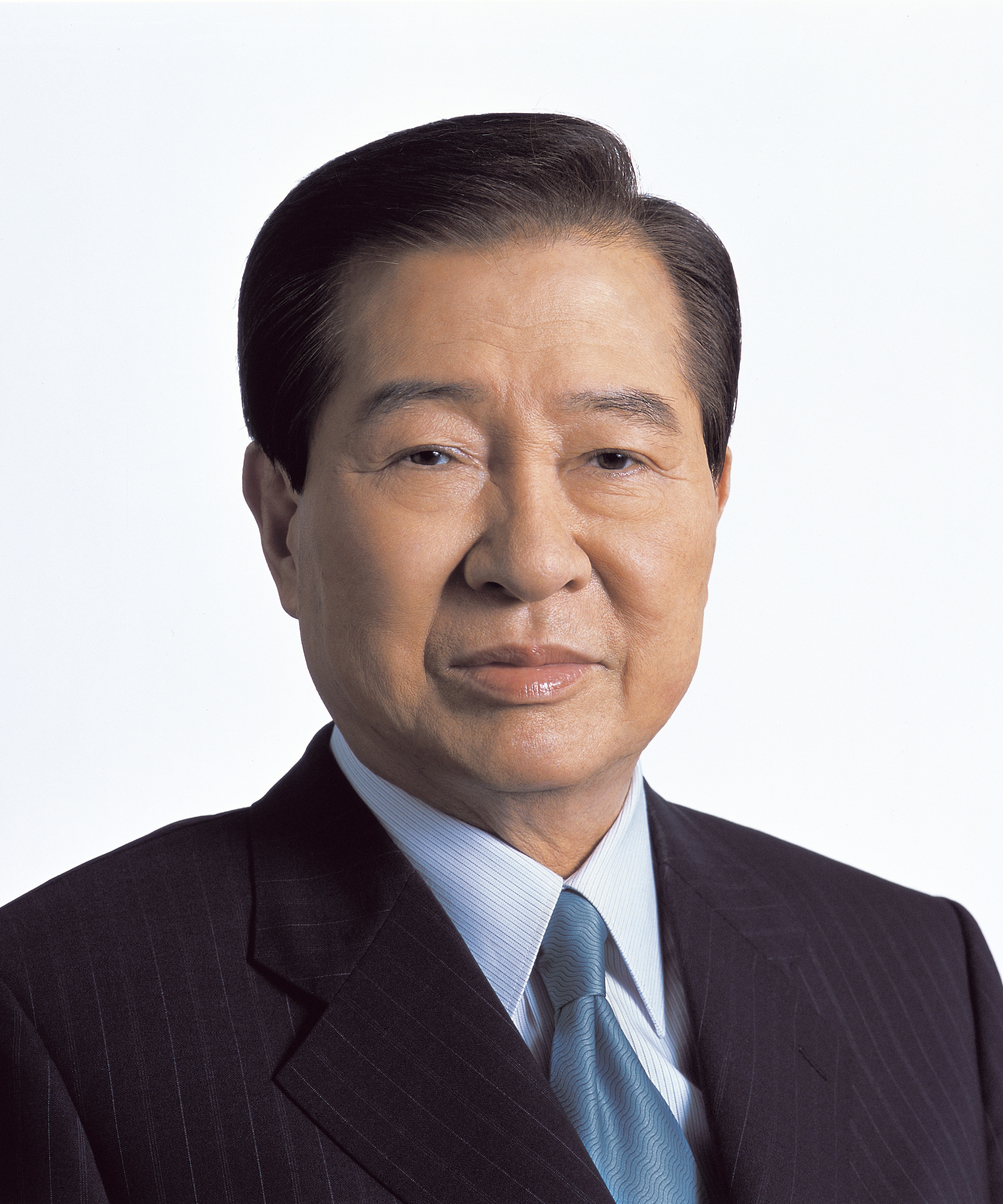
Thứ 8: Kim Dae-jung (nhiệm kỳ: 1998–2003)
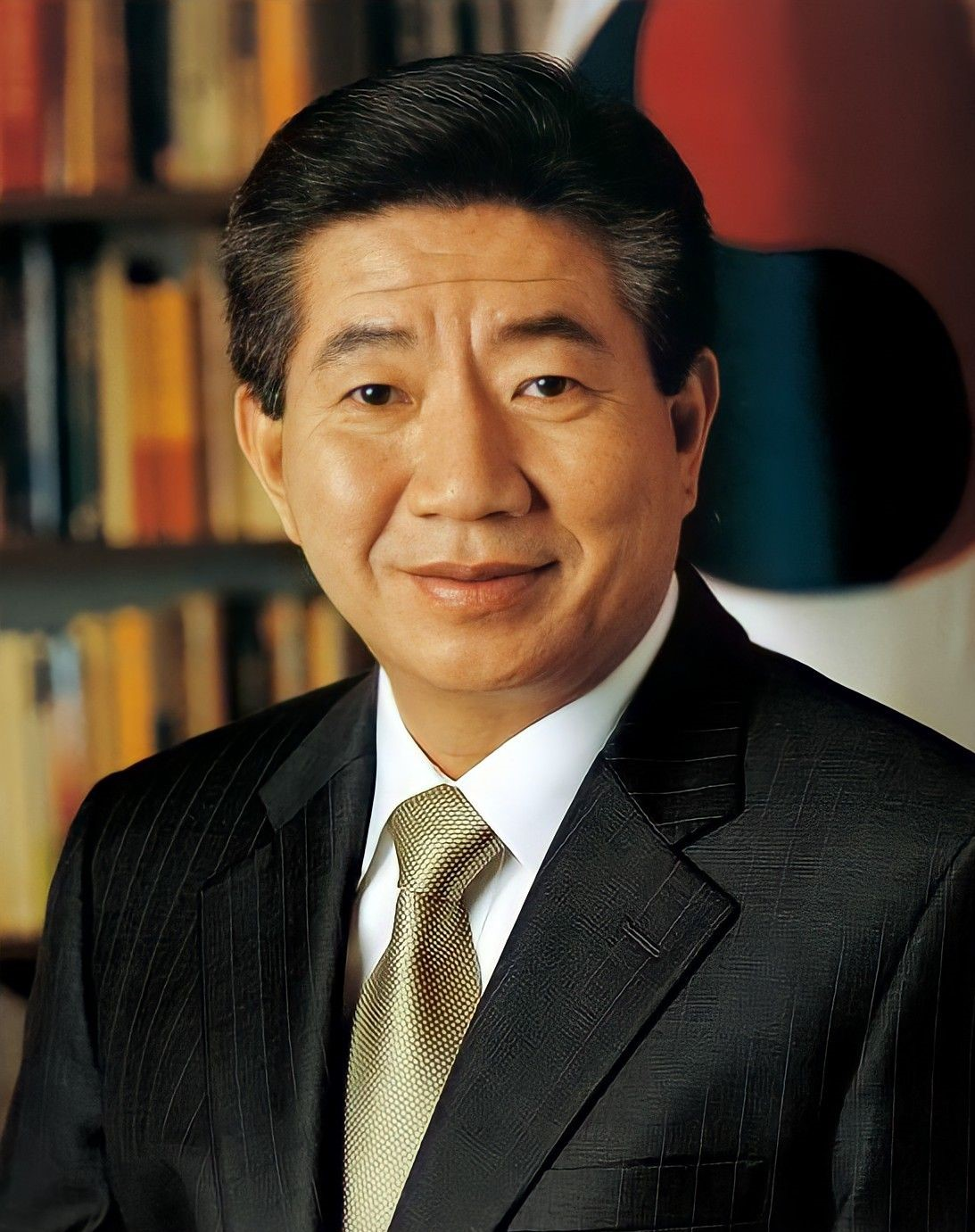
Thứ 9: Roh Moo-hyun (nhiệm kỳ: 2003–2008[b])
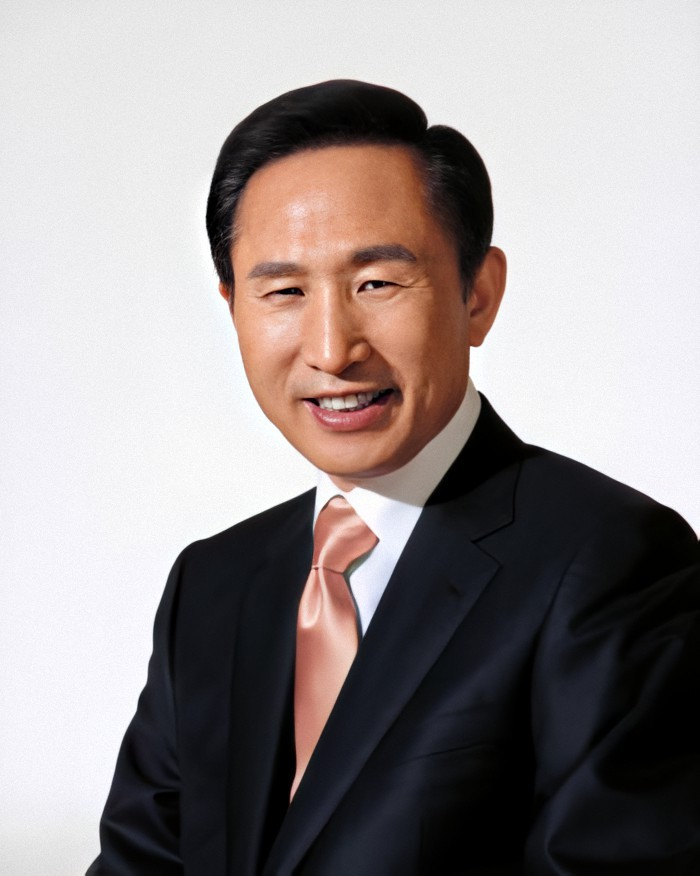
Thứ 10: Lee Myung-bak (nhiệm kỳ: 2008–2013)
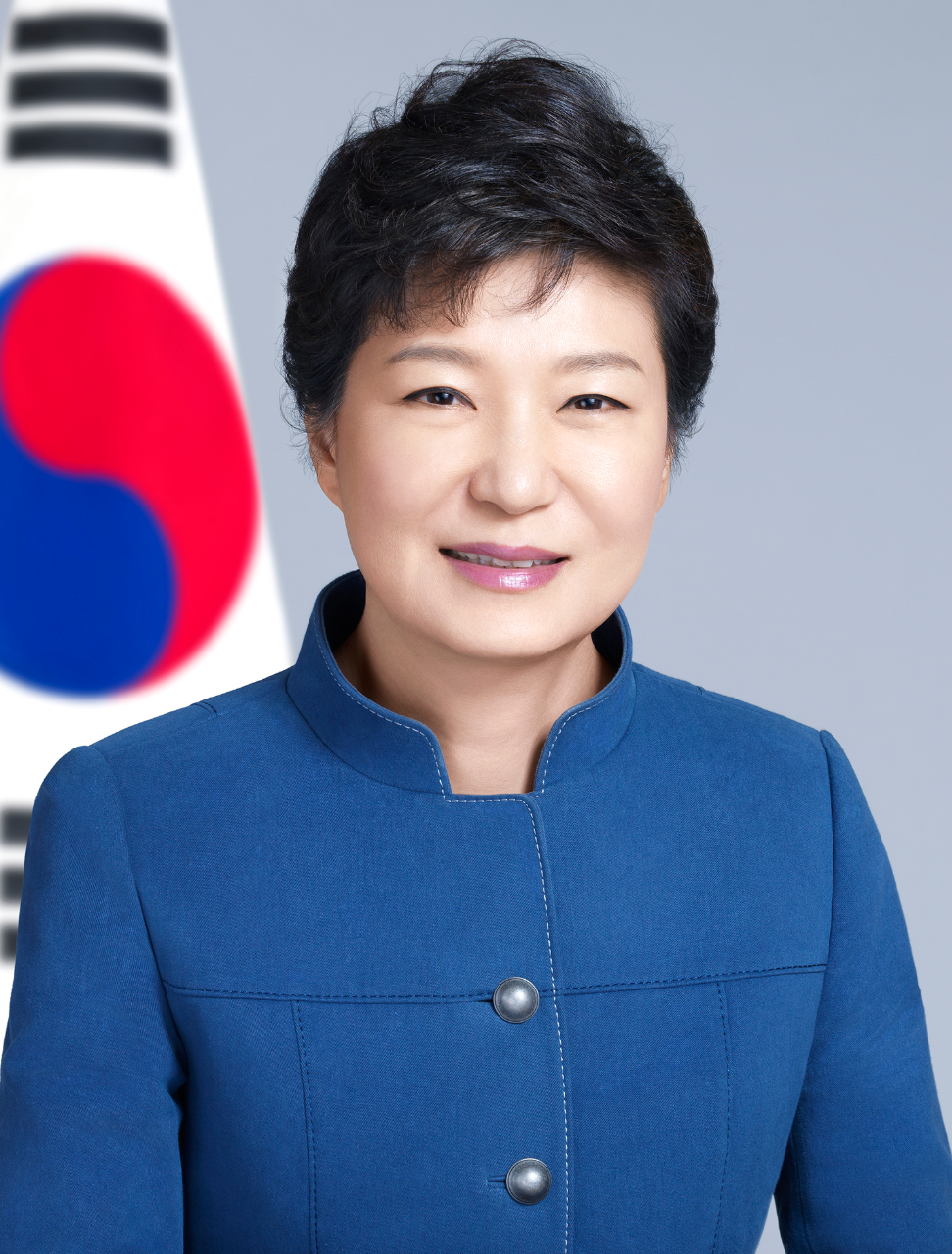
Thứ 11: Park Geun-hye (nhiệm kỳ: 2013–2017)
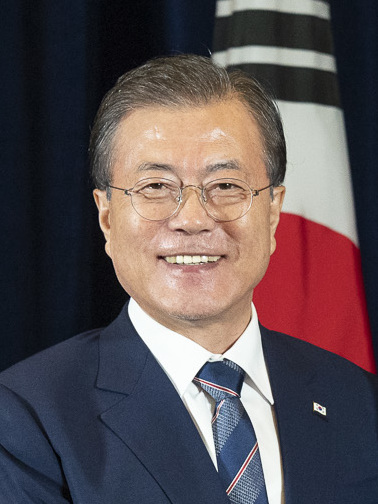
Thứ 12: Moon Jae-in (nhiệm kỳ: 2017–2022)
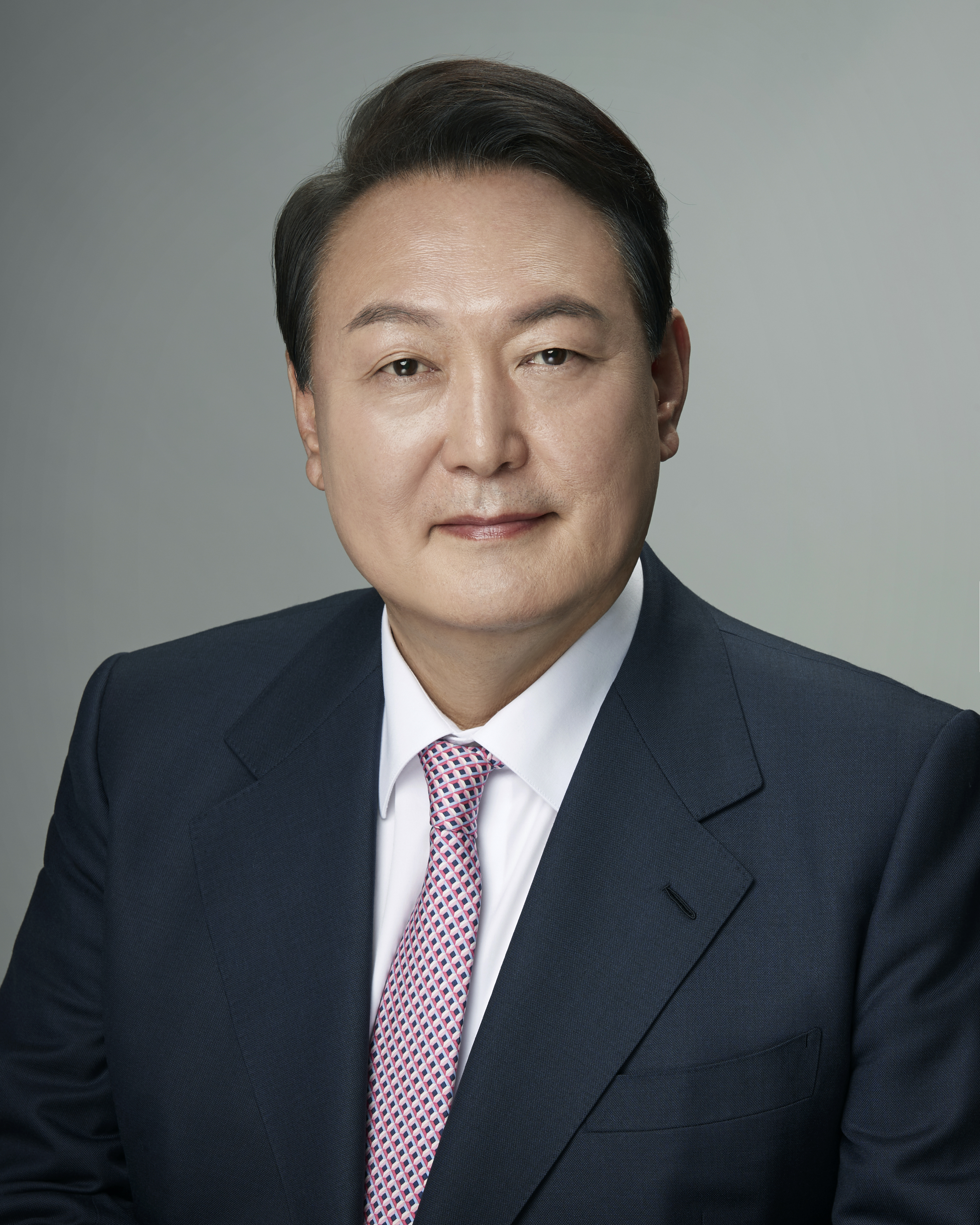
Thứ 13: Yoon Suk-yeol (nhiệm kỳ: 2022–2025)
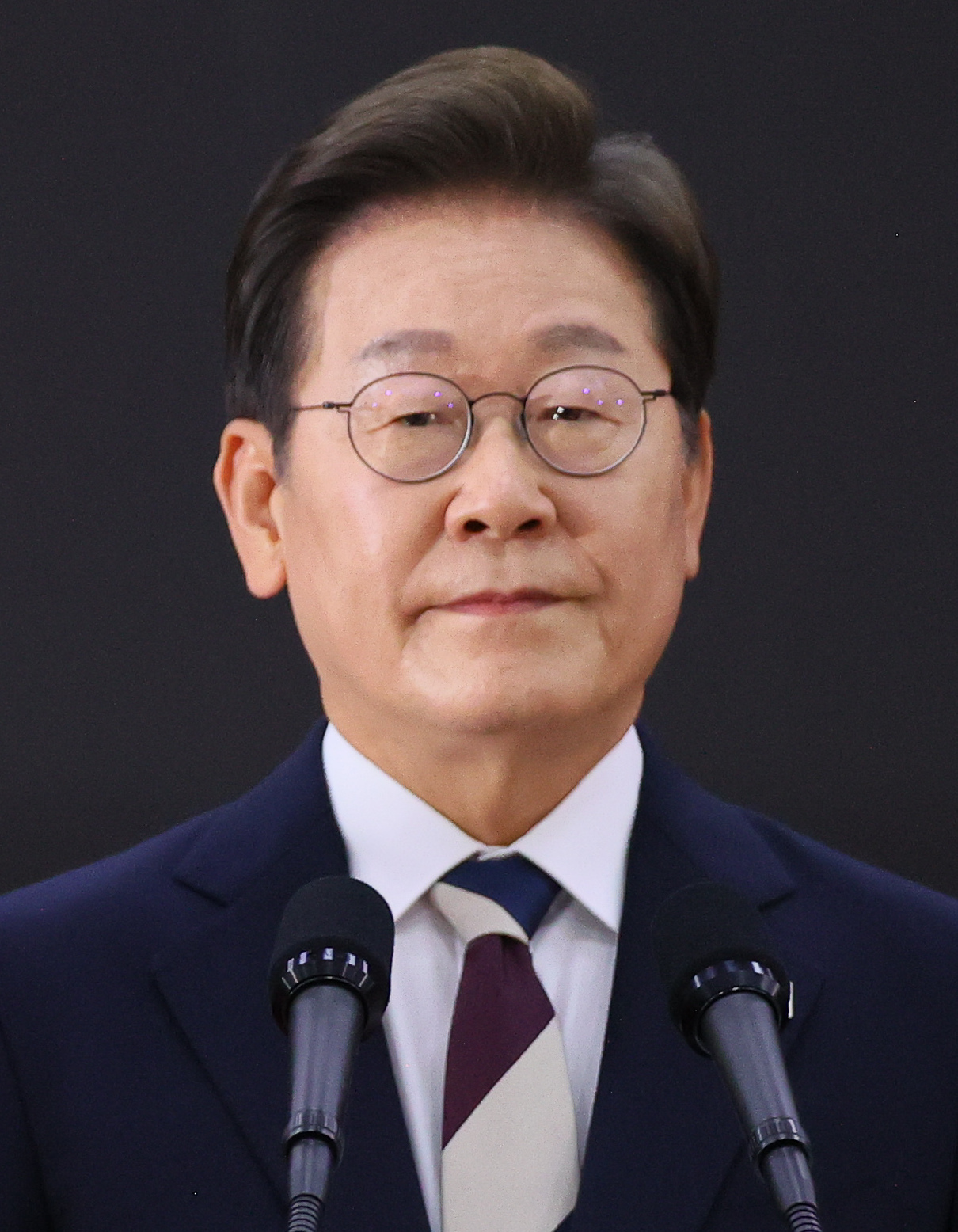
Thứ 14: Lee Jae-myung (nhiệm kỳ: 2025–nay)